# Porto de Varberg
O Porto de Varberg (em sueco: Varbergs hamn) ou Varberga [carece de fontes?] é um porto marítimo na margem do Categate, situado na cidade de Varberg, na província histórica da Halland.

Este porto da Costa Oeste da Suécia tem intensa passagem de produtos comerciais exportados e importados, com destaque para peças de madeira serrada com destino às Ilhas Britânicas. Igualmente, posue instalações portuárias de onde  saem balsas para Grenå, na Dinamarca. Conta também com área para embarcações de recreio.